# Садо Ясутора
Ясуто́ра «Чад» Са́до (яп. 茶渡 泰虎) — однокласник та близький друг Ітіґо. Отримав прізвисько Чад при першій зустрічі з Куросакі, коли Ітіґо неправильно прочитав перший ієрогліф прізвища Ясуторі. Вік — 15 років. Зріст — близько 180 см.
Познайомився з Ітіґо, коли на них нападала група підлітків. Він наполовину японець, наполовину мексиканець.
Володіє величезною фізичною силою та витривалістю. Дуже небагатослівний — в розмовах або мовчить, або говорить дві-три короткі фрази. Не любить битися, хоча сильний в рукопашному бою; застосовує силу тільки у тому випадку, коли вимушений встати на захист друзів.
По ходу сюжету отримує, завдяки Ітіґо, деякі здібності сініґамі — вміння бачити духів, а також здатність перетворювати свої руки на зброю.